# C-3211
La carretera C-3211, era una antiga carretera comarcal espanyola que prenia lloc entre Albacete i la localitat murciana d'Águilas, passant per Elx de la Serra, Moratalla, Caravaca de la Cruz i, finalment, per Lorca.

## Història
Fins al canvi de denominació de carreteres autonòmiques, en el qual s'eliminava l'antic nom de comarcals, aquesta carretera tenia el seu punt d'inici a Albacete, i la seva finalització a la localitat d'Águilas.
El tram entre Elx de la Serra i Caravaca de la Cruz s'integrava dins de la carretera   C-415  (Ciudad Real - Múrcia), prenent exclusivament aquesta denominació. El mateix succeïa entre Caravaca i el Ventorrillo de Cavil·la, on s'integrava dins de la  C-330  .
En l'actualitat, el seu antic recorregut es troba dividit entre les següents carreteres espanyoles:
- Administrades per la Junta de Comunitats de Castella-la Manxa:
  -   CM-3203  , entre Albacete i Elx de la Serra.
  -   CM-3228  , entre Elx de la Serra i Sócovos (tram integrat dins de l'antiga carretera comarcal   C-415  ).
  -   CM-3217  , entre Sócovos i el límit entre les províncies d'Albacete i Murcia, prop de Tazona (tram integrat dins de l'antiga carretera comarcal   C-415  ).

- Administrades per la Regió de Múrcia:
  -   RM-715  , entre el límit de províncies (prop de Tazona) fins a Caravaca de la Cruz (tram integrat dins de l'antiga carretera comarcal   C-415  ).
  -   RM-730  , entre Caravaca i el Ventorrillo de Cavil·la (tram integrat dins de l'antiga carretera comarcal   C-330  ).
  -   RM-711  , entre Ventorrillo de Cavil·la i Lorca.
  -   RM-11  (entre Lorca i Águilas).